# Garcilaso de la Vega
|  | Aquest article tracta sobre el poeta castellà. Vegeu-ne altres significats a «Inca Garcilaso de la Vega». |

Garcilaso de la Vega (Toledo, 1501/1503? - Niça, 14 d'octubre de 1536) fou un escriptor i militar espanyol, considerat un dels poetes més importants en llengua castellana. Demostrà una clara influència de Petrarca i va ser un dels artífexs de la popularització del sonet a Espanya durant el Segle d'Or.

## Biografia
Garcilaso de la Vega era descendent, per part de pare, d'Íñigo López de Mendoza, Marquès de Santillana i, per part de mare, de Fernán Pérez de Guzmán. Va néixer a Toledo entre l'any 1501 i el 1503. Va quedar orfe de pare i es va educar a la cort, on va conèixer el 1519 el seu gran amic, el cavaller català Joan Boscà, el "Nemoroso" dels seus versos. Segurament a aquesta amistat devia Garcilaso la seva estima per la lírica d'Ausiàs March, que va deixar alguna influència en la seva obra.
Garcilaso va entrar a servir el 1520 a Carles I de Castella en qualitat de membre continu de la guàrdia règia. Va aprendre grec, llatí, italià, francès, música i esgrima. Va tenir uns amors amb una dama comunera de Toledo, de la qual va tenir un fill, que va recòneixer pòstumament. En els següents anys va lluitar en la revolta de les Comunitats de Castella i va ser ferit en l'acció d'Olías del Rey; també va participar en el setge a la seva ciutat natal (1522), on la dona del comuner de Toledo Juan de Padilla s'havia fet fort. A finals de 1522 es va embarcar acompanyat de Joan Boscà i Pedro de Toledo, futur virrei de Nàpols, en una expedició de socors que va voler evitar la caiguda de Rodes en poder dels turcs però no va poder. De nou, Garcilaso va resultar ferit, aquest cop de gravetat.
De retorn a Espanya va ser nomenat cavaller de l'Orde de Sant Jaume i el 1524 es va enfrontar als francesos en el setge d'Hondarribia i, al seu retorn a Toledo, es va casar el 1525 amb Helena de Zuñiga, una dama de Leonor, germana de Carles V. A partir de llavors Garcilaso entra a formar part del sèguici de Leonor i comença a escriure els seus primers poemes dins l'estètica de la lírica cançoneril. En aquella època exerceix per un temps com a regidor a la seva ciutat natal.
El 1527 acompanya la Cort en el seu viatge per diverses ciutats espanyoles i s'enamora platòricament d'una dama portuguesa de la reina, Isabel Freyre, l'anagramàtica Elisa dels seus versos i a qui aquests són deguts, també cantada pel seu amic, el poeta i diplomàtic portuguès Francisco Sa de Miranda amb el nom de Cèlia. El 1528 el poeta dona una col·lecció de les seves obres a Boscà perquè les revisi i conservi i, una vegada a Roma, assisteix el 1529 a la coronació com a emperador de Carles I de Castella. Havia dictat, poc abans, el seu testament a Barcelona: hi reconeixia la paternitat del seu fill il·legítim i li assignava una petita suma de diners per a la seva educació.
Va lluitar amb valentia a la batalla i conquesta de Florència contra els francesos (1530). Després se li va encarregar una curta ambaixada a França, on va fer de testimoni a la boda d'un nebot seu (1531), fill del seu germà Pedro Laso, comuner i, per tant, enemic de Carles I. L'emperador, disgustat per la participació de Garcilaso a la cerimònia, va manar detenir-lo, fet que es va produir a Tolosa, i va acordar confinar-lo en una illa del Danubi prop de Ratisbona, descrita pel poeta en una de les seves cançons. La intervenció de Pedro de Toledo, ja virrei de Nàpols, a favor de Garcilaso, va resultar crucial; aprofitant que aquell any els turcs començaven a amenaçar Viena, va fer veure a Carles I que es necessita a Garcilaso i se l'envia a ajudar el Duc d'Alba. El poeta abandona el 1532 el Danubi, on era pràcticament hoste de Comte György Cseszneky, castellà de Győr, i s'estableix a Nàpols. Es va integrar aviat a la vida intel·lectual de la ciutat i va establir amistat amb poetes com Bernardo Tasso o Luigi Tansillo i teòrics de la literatura com Antonio Sebastiani Minturno, i va fer amistat especialment amb Mario Galeota, poeta enamorat d'una hostil napolitana, Violante Sanseverino, "la flor de Gnido", per a la qual escriu les lires de la seva V cançó. També troba allí l'escriptor erasmista Juan de Valdés. El 1533 visita Barcelona i entrega a Joan Boscà una carta "A la muy manífica señora doña Gerónima Palova de Almogávar" que apareixerà, el 1534 i com a pròleg, en la seva traducció espanyola del Cortesà de Baldassare Castiglione.
Garcilaso de la Vega va participar, el 1535, a la campanya africana de Carles V, i singularment, a Tunis, en el setge de La Goleta i de nou va caure malferit. Va esclatar la tercera guerra de Francesc I contra Carles V i l'expedició contra França de 1536 a través de Provença va ser l'última experiència militar de Garcilaso. El poeta va ser nomenat mestre de camp d'un terç d'infanteria i, en efecte, va morir l'octubre de 1536 després del temerari assalt a una fortalesa a Le Muy, prop de Fréjus, en la qual va ser el primer home a pujar l'escala. Traslladat ferit a Niça, va morir en aquesta ciutat al cap de pocs dies assistit pel seu amic Francesc de Borja, Duc de Gandia.

## Trajectòria poètica

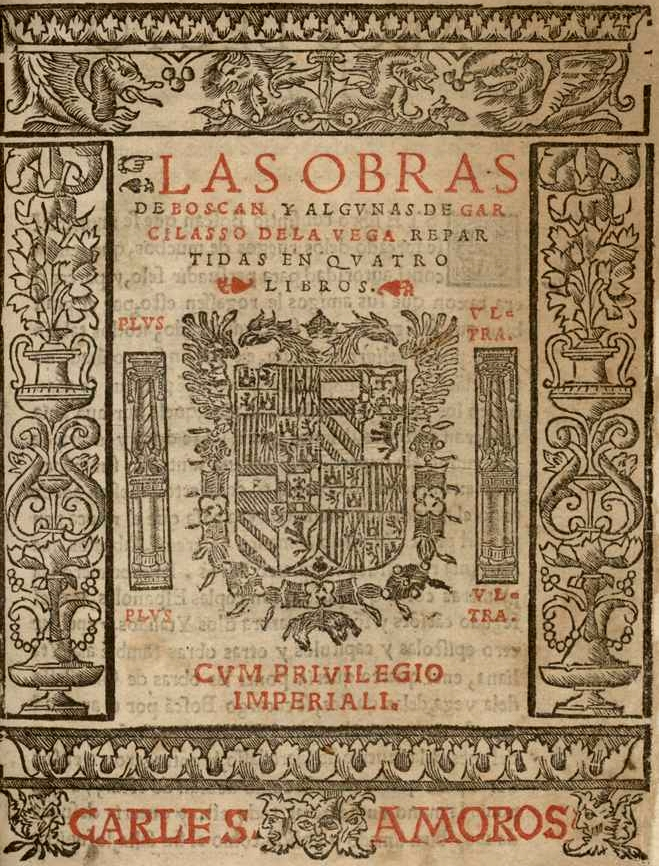
Portada, Obres de Joan Boscà i Garcilaso de la Vega, editat a Barcelona

La trajectòria poètica de Garcilaso, segons l'estudi de Rafael Lapesa, es pot dividir en tres etapes: etapa castellana, en la qual escriu els poemes en octosíl·labs; etapa italiana o petrarquista, en la qual, influït per Francesco Petrarca, escriu sonets o cançoners decicats a Isabel de Freyre de manera semblant als cançoners petrarquistes; i etapa classicista o napolitana, en la qual, influït pels poetes clàssics i per algunes de les seves amistats napolitanes, escriu elegies, epístoles, èglogues i odes, algunes en llatí.
La poesia de Garcilaso està dividida per la seva estada a Nàpols (primer el 1522-1523 i després el 1533). Abans d'anar a Nàpols la seva poesia no està marcada per elements petrarquistes, és a Nàpols on descobreix els autors italians. Després de la seva estada la seva poesia tindrà importants rastres de la lírica italiana, influït tant per autors anteriors com Francesco Petrarca, com per autors contemporanis com Jacobo Sannazaro, autor de L'Arcadia (1504). Garcilaso farà seu el món de la Arcadia, en el qual sons i colors conviden a la reflexió acomanyant als sentiments. També l'influeix Ludovico Ariosto, de qui pren el tema de la bogeria d'amor.
És a Itàlia on Garcilaso enforteix el seu classicisme, ja après amb els humanistes castellans a la Cort, i redescobreix les Bucòliques de Virgili, les Metamorfosis d'Ovidi i les Odes d'Horaci; sense oblidar autors grecs que també estudia.
L'obra poètica de Garcilaso de la Vega, composta de més de trenta sonets, quatre cançons, una oda en lires, dues elegies, una epístola, tres èglogues, set cobles castellanes i tres odes llatines es va publicar per primer cop el 1543, com a àpendix de les Obres de Joan Boscà. La producció lírica de Garcilaso de la Vega, màxima expressió del Renaixement castellà, es va convertir, molt aviat, en una referència per als poetes espanyols, que no podien ignorar la revolució mètrica i estètica que juntament amb Joan Boscà i Diego Hurtado de Mendoza van introduir a la lírica castellana. Entre aquestes innovacions hi ha una sèrie d'estrofes (tercet, sonet, lira, octava real, endecasíl·lab, cançó en estances), el vers endecasíl·lab i el seu ritme tritònic i altres recursos i estructures del Petrarquisme italià.
La llengua del poeta és clara i nítida, conforme amb els ideals del seu amic Juan de Valdés: selecció, precisió i naturalitat, paraula oral més que escrita, paraules usuals, preferència per les paraules del propi idioma abans d'usar estrangerismes, buscar l'equilibri clàssic, l'estilització i la presició en una llengua vulgar. És a dir, evitar la retòrica pomposa i l'expressió forçada i culta perquè la poesia pugui aparèixer sincera, genuïna i espontània. L'objectiu de la poesia és ser escoltada, és comunicar sentiments, no despertar admiració. Garcilaso, doncs, prefereix el to íntim, personal i confidencial en lloc de la retòrica i pompa.

## Estil
L'estil de Garcilaso és molt característic: cuida especialment la musicalitat del vers mitjançant l'ús de l'al·literació i un ritme entorn dels tres eixos accentuals de l'endecasí·lab italià. Utilitza l'epítet amb la intenció de crear un món idealitzat on els objectes resultin arquetípics i estilitzats a la manera del Platonisme. Per altra banda, és molt hàbil en la descripció del que és fugitiu; la seva poesia produeix una sensació de temps i s'impregna de malenconia pel transcurs de la vida, el que ell anomena "dolorido sentir":
```
No me podrán quitar el dolorido
sentir, si ya primero
no me quitan el sentido.
```

El paisatge dels seus poemes està instal·lat als voltants de Toledo, al marge del riu Tajo. Apareixen temes mitològics com a alternativa als temes religiosos: Garcilaso no va escriure ni un vers de tema religiós. La mitologia li provocava una emoció artística i s'identifica plenament en alguns mites com el d'Apol·lo i Dafne. Els seus temes preferits són els sentiments d'absència, el conflicte entre raó i passió, el pas del temps i el cant d'una naturalesa idíl·lica que serveix de contrast als adolorits sentiments del poeta:
```
Contigo mano a mano
busquemos otros prados y otros ríos,
otros valles floridos y sombríos,
donde descanse, y siempre pueda verte
ante los ojos míos,
sin miedo y sobresalto de perderte. (Égloga primera)
```

## Garcilaso i els clàssics
La influència dels clàssics en la poesia de Garcilaso de la Vega començà a partir del 1532 degut al seu exili a Nàpols. Allà estigué envoltat de l'ambient refinat del Renaixement i va poder ampliar els seus coneixements sobre l'antiguitat clàssica.
La majoria dels sonets de l'autor s'assimilen al petrarquisme però, és interessant veure que, ja en alguns d'ells podem detectar estampes mitològiques: la transformació de Dafne en llorer (Sonet XIII), el descens d'Orfeu als inferns per a recuperar a Eurídice (XV) o la mort agònica de Leandre creuant el mar Hel·lespont (XXIX).
Pren d'Horaci no només l'estructura d'algunes odes (II, 10, 11) com és ara Ode ad florem Gnidi, sinó també el tema plantejat. Per a la coneguda epístola dirigida a Boscà, pren l'estrofa horaciana, l'alternança del gènere epistolar amb el satíric i el plantejament del tema de la polaritat horaciana, tot fent ús de l'hendecasíl·lab solt per a donar una sensació de major fluïdesa de les seves idees. En les dues elegies de Garcilaso també trobem llegat d'aquest autor clàssic on, per una banda, a la primera d'elles hi reconeixem la idea de l'ànima dividida en dues parts a causa de l'absència o a la mort d'ún ésser estimat, la qual implica la desaparició d'una de les dues parts de l'ànima. Per una altra banda, a la segona elegia hi trobem el tòpic horacià de la impossibilitat del poeta a l'hora de trobar repòs per al seu patiment fins i tot en les parts més llunyanes de la terra, com també elements satírics.
Pel que fa a les èglogues, molts aspectes d'aquestes estan centrades en les bucòliques de Virgili. Així, la primera adopta l'estructura de la vuitena bucòlica de tal autor (breu introducció, dedicatoria i dos monòlegs) i, tanmateix, alguns del noms del personatges estan relacionats amb el món clàssic: Elisa correspon al nom de Dido; Salicio, qui seguéix la pauta dels pastors vigilians en el seu monòleg, prové del llatí salix, que significa "saule ploraner" i, per acabar, l'etimologia de Nemoroso és nemus, "bosc ombrívol".
L'ègloga tercera esta plena de referències clàssiques: l'estructura del poema presenta certes correspondències amb un llarg poema de Catul (Carmina, LXIV); la dedicatoria està elaborada amb reflexions sobre l'estil del gènere pastoral ja presents en Virgili (Bucòliques, VI), mentre que la juxtaposició de les històries de les nimfes, recorda a Ovidi i, per acabar, el cant amabeu procedeix, en part, també de Virgili (Bucòliques, VII). Una altra petjada clàssica la tornem a trobar en molts del noms de les nimfes.